# Kerstin Hesselgren
Kerstin Hesselgren, née le 14 janvier 1872 à Hofors et morte le 19 août 1962 à Stockholm, est une femme politique suédoise. Elle est en 1921 la première femme élue à la chambre haute du Parlement suédois.

## Biographie
Après des études d'infirmière et d'économie domestique, Kerstin Hesselgren travaille à l'inspection du logement et à l'inspection du travail, où elle occupe des postes de direction.
Elle s'engage dans la politique pendant la Première Guerre mondiale et se porte candidate lorsqu'ont lieu en 1921 les premières élections législatives ouvertes aux femmes. Elle devient alors l'unique députée à siéger à la chambre haute du parlement, tandis que quatre femmes sont élues à la chambre basse,. Sa carrière parlementaire se poursuit jusqu'en 1944.
Féministe, elle collabore à l'hebdomadaire féminin Tidevarvet (« L'Époque ») et fait partie des fondatrices de l'école citoyenne pour femmes de Fogelstad (suédois : Kvinnliga medborgarskolan vid Fogelstad). Elle représente la Suède au sein de l'Organisation internationale du travail puis de la Société des Nations. En 1935, elle se fait remarquer avec un discours prononcé contre l'agression de l'Italie fasciste en Éthiopie.

## Hommages
La poste suédoise a émis deux timbres à l'effigie de Kerstin Hesselgren, en 1971 et 1996.